# Forsvarets Spesialkommando
Forsvarets Spesialkommando (Comando Especial de las Fuerzas Armadas) es una unidad de fuerzas de operaciones especiales del Ministerio de Defensa Noruego. Establecida en 1982, debido al incremento del riesgo de actividades terroristas contra los intereses del país, incluyendo las plataformas petroleras en el mar del norte.
En 2013, la unidad fue reorganizada, a la par de la Marinejegerkommandoen, en secciones diferenciadas de las Fuerzas Armadas noruegas - Las Fuerzas de Operaciones Especiales de las Fuerzas Armadas Noruegas. 

## Introducción

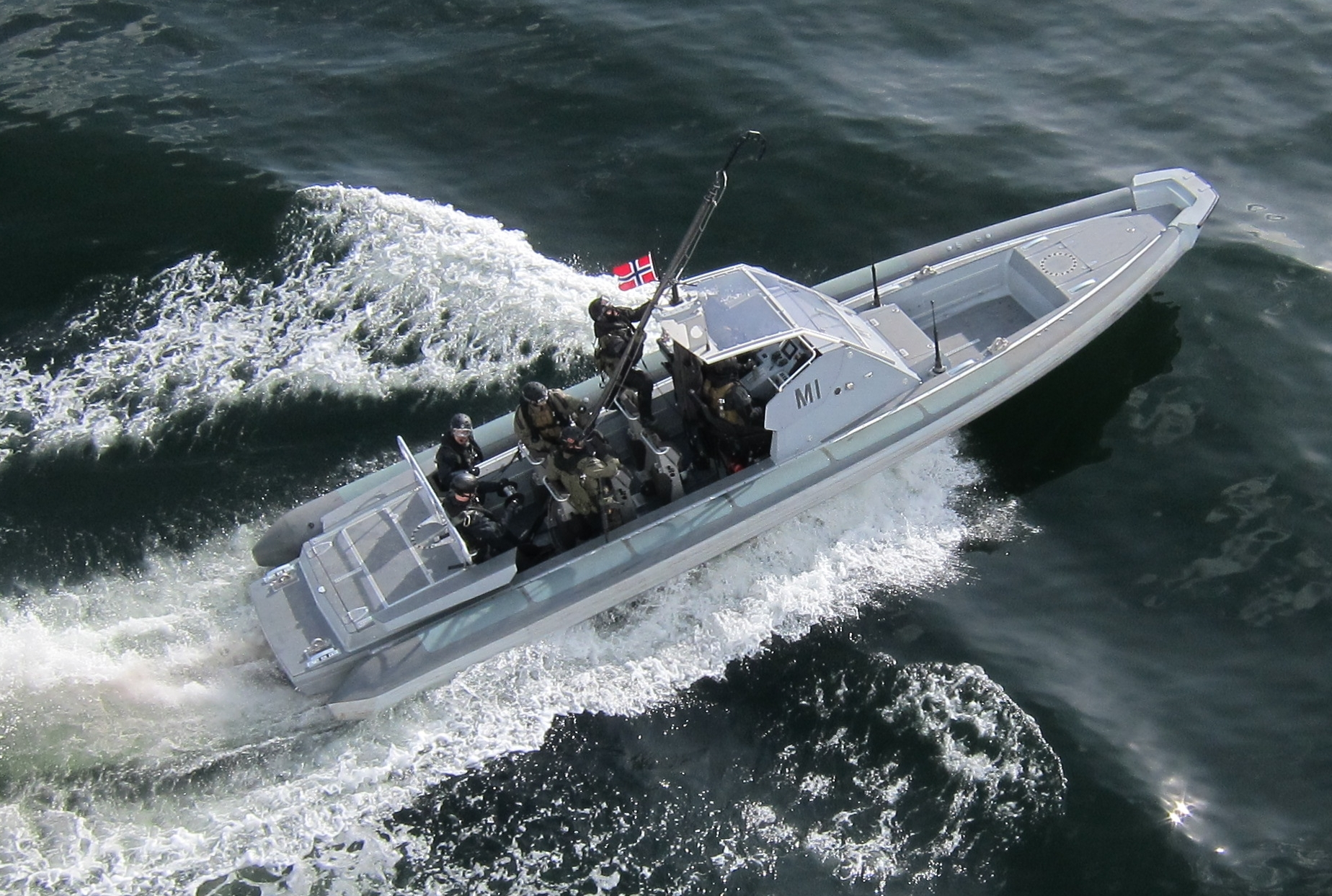
Entrenamiento de abordaje a Ferry de pasajeros

Es poco conocida por la opinión pública, más que el gobierno noruego niega su existencia y participación en cualquier operación militar. Sin embargo algunos detalles han surgido posterior a la participación del FSK en la Operación Libertad Duradera en Afganistán.
La creación del FSK fue brevemente mencionado en un artículo del periódico noruego, Aftenposten, en 1983. Durante un secuestro en Noruega en 1985, se reportó que operadores de la unidad fueron puestos en alerta, en su base de Trandum, pero sin ser requerido a entrar en acción. Una propuesta para su retiro en 1988, como medida de austeridad financiera, tuvo protestas por parte de la industria petrolera y militar, siendo desechada esta intención. El diario Aftenposten afirma que la unidad posee comandos militares especiales integrados por operadores altamente entrenados del Hærens Jegerkommando.
La primera vez que la FSK fue mencionada públicamente por un representante de las fuerzas armadas, fue en relación con el secuestro del vuelo 347 del SAS en el aeropuerto de Gardermoen en septiembre de 1993. Al año siguiente, la revista Vi Menn publicó un artículo sobre la FSK. En 1990 la FSK también fue mencionado en un artículo de investigación: "El Comando Especial de las Fuerzas Armadas (FSK) está especialmente entrenado para ser usado en caso de ataques terroristas contra instalaciones petroleras - especialmente en situaciones de secuestro." La existencia del FSK sólo fue reconocida públicamente por las Fuerzas Armadas noruegas por primera vez en 1999, cuando un artículo sobre la unidad apareció en la revista de las Fuerzas Armadas Forsvarets Forum (El Foro de Defensa).
FSK coopera con fuerzas de otros países, que incluyen el Servicio Aéreo Especial, Special Boat Servicedel Reino Unido, Delta Force y SEAL de los Estados Unidos así como el KSK, GSG 9 de Alemania.

## Historia
Su historia puede remontarse a la Segunda Guerra Mundial, cuando los noruegos sirvieron en la Compañía Independiente Noruega 1 (NOR.I.C.1) del Ejecutivo de Operaciones Especiales Británico, incluyendo la famosa operación "Gunnerside raid" de la planta de agua pesada de Rjukan.
El 25 de marzo de 1962, se creó la Escuela de Paracaidistas del Ejército. El objetivo de esta escuela fue inicialmente proporcionar entrenamiento en paracaídas a ciertos grupos de personal de las Fuerzas Armadas Noruegas, y finalmente se estableció el Pelotón de Paracaidistas en 1965. El personal seleccionado de este pelotón fue asignado al Comando de Guardabosques 1 en el antiguo ejército de movilización de la Guerra Fría y estaba a la espera en caso de guerra.
En 1971, la Escuela de Paracaidistas del Ejército cambió su nombre por el de Escuela de Guardabosques del Ejército para hacer hincapié en el entrenamiento de los Guardabosques del Ejército. El principal objetivo durante la siguiente década fueron las patrullas de reconocimiento de largo alcance. Basándose en el aumento del terrorismo internacional y en los nuevos servicios petroleros marítimos de Noruega, el Gobierno decidió en 1979 establecer una capacidad de lucha contra el terrorismo dentro de las Fuerzas Armadas de Noruega. En 1982, se decidió finalmente que esta tarea se asignara a la Escuela de Guardabosques del Ejército y se estableció el FSK como parte de la Escuela de Guardabosques del Ejército. El 1 de junio de 1984, la unidad de 38 hombres estaba en funcionamiento tras la asistencia del Servicio Aéreo Especial y el Servicio Especial de Barcos británicos.
Durante la década de 2000, el HJK cambió su nombre a FSK/HJK, para reflejar las dos unidades que componen el comando (FSK es el ala operativa y HJK es el ala de entrenamiento). En 2004, la unidad comenzó a depender directamente del Jefe del Ejército. En 2013, el nombre FSK/HJK fue descontinuado y la unidad operativa de las SOF se conoce simplemente como FSK.

### Actualidad
La FSK ha pasado de ser un cuadro y una unidad de entrenamiento para paracaidistas y el ejército de movilización, a ser una unidad profesional con considerable experiencia, robustez, competencia y capacidad. La unidad se ha desplegado internacionalmente en varias ocasiones y ha recibido reconocimiento internacional por sus esfuerzos.
La unidad cuenta con un considerable apoyo de los líderes políticos y militares de Noruega. El Parlamento noruego ha decidido que las SOF noruegas deben ser fortalecidas.
La FSK recluta, selecciona y entrena paracaidistas y operadores de SOF.
La FSK está en espera, tanto a nivel nacional como internacional, para operaciones especiales y operaciones antiterroristas (junto con el Marinejegerkommandoen). Además, el FSK es el centro de competencia y capacitación para todo el entrenamiento en paracaidismo y lucha contra el terrorismo de las Fuerzas Armadas de Noruega.

## Operaciones Internacionales

### Kosovo
La FSK y el Ejército de Liberación de Kosovo (ELK) cooperaron de varias maneras durante el conflicto de Kosovo. La FSK, operando junto con el SAS británico, fue la primera fuerza de operaciones especiales en entrar en Pristina. La misión de FSK era nivelar el campo de negociación entre las partes beligerantes, y afinar los acuerdos locales detallados necesarios para implementar el acuerdo de paz entre los serbios y los albaneses de Kosovo.

### Afganistán
La FSK prestó apoyo a las Fuerzas de Operaciones Especiales de la Coalición en la Operación Libertad Duradera en Afganistán como parte del Grupo de Tareas K-Bar. Han llevado a cabo misiones en las provincias de Helmand y Uruzgan en el sur de Afganistán.
En agosto de 2007, los miembros de FSK llevaron a cabo con éxito el rescate de los rehenes de Christina Meier, una trabajadora embarazada de una ONG alemana en Kabul, no se hicieron disparos y se creía que los secuestradores eran una banda criminal y no insurgentes.
Más recientemente, FSK ha tenido la responsabilidad principal de capacitar a la Unidad de Respuesta a las Crisis de la Policía Nacional Afgana en Kabul, bajo el mando de la Fuerza Internacional de Asistencia para la Seguridad (conocida como la Unidad de Respuesta a las Crisis de Kabul, un equipo SWAT antiterrorista afgano). Durante los ataques de abril de 2012 en el Afganistán, el FSK participó en la lucha contra los insurgentes talibanes en Kabul, habiendo relevado sólo recientemente a un destacamento del SAS de Nueva Zelandia que había estado asesorando a la unidad de respuesta a las crisis de Kabul.

## El rol de Forsvarets Spesialkommando
"Forsvarets spesialkommando (FSK) desempeña un papel en la responsabilidad independiente de las Fuerzas Armadas noruegas de manejar un acto de terrorismo que se considera un "ataque armado" contra Noruega, pero también tiene una misión dedicada a apoyar a la policía en caso de operaciones antiterroristas en el mar. La FSK puede además ayudar a la policía en tierra". - El Parlamento noruego
En tiempos de guerra, sus tareas son principalmente:
- Recopilar información.
- Localizar e identificar los suministros y la actividad del enemigo.
- Llevar a cabo operaciones ofensivas contra objetivos de importancia estratégica.
- Prestar apoyo a las misiones de rescate de personal importante.
- Proporcionar protección al personal y a los departamentos.

### Seguridad interna
A partir de agosto de 2013, la FSK comparte su misión nacional de reserva contra el terrorismo con el Comando de Operaciones Especiales de la Marina Noruega y con otras fuerzas militares especiales de Noruega.

## Selección y Entrenamiento
Actualmente, cualquier persona que haya completado su servicio militar en las Fuerzas Armadas de Noruega puede solicitarlo.
El camino para convertirse en un soldado de élite de la FSK es largo y difícil. Primero hay que pasar por una selección general para separar a los que no tienen fuerza física y mental para empezar la escuela de reclutamiento de las fuerzas especiales. Esta selección dura tres días. Un candidato debe hacer 45 flexiones y 50 abdominales en dos minutos, 8 flexiones, nadar 400 metros en menos de 11 minutos, y marchar 30 kilómetros llevando 25 kilos en menos de 4 horas y 50 minutos. Se enfatiza que esto es lo mínimo, y que los candidatos deberían idealmente ser capaces de hacer más que eso. La tropa femenina tiene estándares más bajos, con un pull-up; 20 flexiones; 35 abdominales en dos minutos o menos; 20 extensiones de espalda; nadar 200 metros (660 pies), sin fobia al agua; y realizar una marcha de 7 kilómetros (4,3 millas) llevando 22 kilogramos (49 libras) en 59 minutos.
Después de pasar las selecciones generales, un solicitante asiste a la selección del SOF. Esta selección dura tres semanas y comprende duros ejercicios físicos y mentales con poca comida y poco sueño. Muy pocos de los que entran en la escuela pasan.
Después de la selección, el operador potencial comienza la formación básica (un año). Este entrenamiento incluye todas las disciplinas básicas requeridas para servir como operador SOF. No todos los que empiezan el entrenamiento básico lo consiguen. Después del entrenamiento, uno es elegible para el servicio operacional en el FSK, incluyendo entrenamiento en roles especializados, como francotirador, médico de combate, controlador aéreo de avanzada, etc. El entrenamiento adicional se lleva a cabo en Noruega o en el extranjero en instalaciones de entrenamiento aliadas.

## Violaciones de seguridad
Durante una misión de entrenamiento del FSK en 2010, el ex-teniente coronel de la Fuerza Aérea de los Estados Unidos Kevin Thilgman murió cuando el barco en el que viajaba zozobró a una velocidad superior a los 50 nudos. Se habían violado varios procedimientos de seguridad cuando el barco "recién" adquirido se estaba demostrando sin que se completaran las pruebas de antemano.

## Antiguos comandantes
- Harald Sunde (1992–1996)
- Karl Egil Hanevik (2003)
- Eirik Kristoffersen (¿?–2014)
- Frode Arnfinn Kristoffersen (2014–Presente; Es el hermano menor del anterior comandante.)

## Armas
Los soldados están o han sido entrenados en el uso de estas armas:
- Rifles de asalto: Colt Canada C8SFW y C8CQB, Heckler & Koch HK416
- Subfusiles: Heckler & Koch MP5, Heckler & Koch MP7
- Rifles de francotirador: Heckler & Koch MSG-90,  Heckler & Koch HK417, Accuracy International L115A1, Barrett MRAD, M82 Barrett Rifle
- Pistolas: Heckler & Koch USP, Glock-17
- Lanzagranadas: AG-C/EGLM (instalada en la C8SFW), M320 Grenade Launcher Module (instalada en la HK416), HK GMG (lanzagranadas automático instalado en los vehículos Mercedes Benz SF).
- Ametralladoras: FN Minimi, FN Mag, Rheinmetall MG3, Browning M2
- Escopetas: Remington 870, Benelli M4
- Armas anti-tanque: M72 LAW, 84mm Rekylfri Kanon (Carl Gustav M2)

## Vehículos
Vehículo blindado CDI FAV Geländewagen/MB270 CDI y EOD protegido con 3 estaciones de armas (2 MG3 y 1 M2 o GMG). Desarrollado en 2002 y posteriormente modernizado. Utilizado en la operación Anaconda. Mucho espacio y soportes para equipos y comunicaciones. En 2015, se hizo un pedido de 23 millones de libras para los vehículos Supacat HMT Extenda que se entregarán de 2017 a 2019.